# J.W. Spear & Sons
J.W. Spear and Sons var en tillverkare av brädspel under 1900-talet. Företaget grundades av Jacob Wolf Spier (1832–1893) i Fürth, nära Nürnberg, i Tyskland 1879. De tillverkade till en början varor som bordsunderlägg, fotoramar och papperskorgar. Vid sekelskiftet hade spel blivit deras huvudprodukt.
För att undvika tullavgifter startade företaget 1932 en fabrik i Brimsdown, Enfield, Storbritannien. När nazisterna tog makten och eftersom familjen Spier var judisk, flyttade några familjemedlemmar till Storbritannien och angliciserade sedan namnet till Spear. Nürnbergfabriken tvångssåldes till en tysk affärsman och överlevde större delen av andra världskriget under nazistisk kontroll tills Royal Air Force bombade den. Den brittiska fabriken gick över till militär produktion under kriget och återgick sedan till att tillverka spel. 1954 förvärvade företaget rättigheterna att producera och marknadsföra Scrabble på marknader utanför Nordamerika. Förutom brädspel gjorde de byggsatsen Brickplayer.
Företaget börsnoterades 1966 på Londonbörsen och 1994 togs det över av Mattel. Mattel stängde den brittiska fabriken och medan företaget fortfarande tillverkar Scrabble görs de flesta traditionella Spear's Games inte längre. Cirka 2000 gamla spel samlades i ett arkiv av förre ordföranden Francis Spear. 2017 stängdes det brittiska arkivet och spelen flyttade till German Games Archive i Nürnberg. Spelen fotograferas gradvis och laddas upp till en databas. Vissa finns på Google Arts & Culture.